# Gabrán dál riatai király
Gabrán mac Domangairt Dál Riata királya volt a 6. század közepén. Ő a névadó őse a Cenél nGabraín néven ismert uralkodócsaládnak.
A létezésére vonatkozó történelmi bizonyítékok kimerülnek abban, hogy az ír évkönyvek megemlítik a halálát.  Lehetséges, hogy ez az esemény összekapcsolható I. Bridei pikt király előli menekülésével, de az is lehet, hogy ez nem több, mint véletlen egybeesés.

## Cenél nGabraín
Gabrán fontosságát az adta, hogy ő volt az őse a Cenél nGabraín nevű családnak, mely meghatározta Dál Riata királyságot a 7. század végéig, de a későbbiek során is adott uralkodókat. Az Alba Királyság és a Skót királyság koronás fői rajta keresztül visszavezették családfájukat egészen nagyapjáig Fergus Mórig, aki minden skót királyi ház legendás alapítójának számított, még sokkal azt követően is, hogy a királyság  gael eredete megszűnt valós jelentést hordozni.
A Cenél nGabraín területének központja nagyjából Kintyre és Knapdale környékén lehetett és a területhez tartozhatott Arran, Jura és Gigha. A Cenél nGabrain családfából származó uralkodók közül számosan a Kintyre királya címet használták. Két további, valószínűsíthető királyi székhely is ismert, Dunadd, mely az előbb említett földek északi szélén van, valamint Aberte (vagy Dún Aberte) – ami nagyon úgy hangzik, mint a későbbi Dunaverty –, Southend mellett.
A Tours-i Szent Mártonhoz ajánlott Kilmartin – Dunaddhoz való közelsége miatt – valószínűleg fontos fontos korai keresztény hely volt.

## Fordítás
- Ez a szócikk részben vagy egészben  a   Gabrán mac Domangairt című angol Wikipédia-szócikk ezen változatának fordításán alapul.  Az eredeti cikk szerkesztőit annak laptörténete sorolja fel. Ez a jelzés csupán a megfogalmazás eredetét és a szerzői jogokat jelzi, nem szolgál a cikkben szereplő információk forrásmegjelöléseként.

| Előző Comgall | Dal Riata királya 542 – 560 | Következő Conall |